# 門脇重綾
門脇 重綾（かどわき しげあや、文政9年10月18日（1826年11月17日） - 明治5年8月3日（1872年9月5日））は、江戸時代後期の武士（鳥取藩士）、国学者。初め将曹、のち少造と改めた。諱は重綾。
政治家の門脇重雄は二男。柔道家の門脇誠一郎は孫。

## 略年譜
- 文政9年（1826年）
10月18日 - 伯耆国会見郡渡村（現・鳥取県境港市渡町）に日御崎神社の神官門脇重郷の子として生まれる
- 14歳の時に中野村の景山粛の私塾に入って漢学を学び、19歳で飯田秀雄に皇学と和歌を、21歳の時加納諸平に国学や和歌を学ぶ。
- 安政5年（1858年）
景山粛の命を受けて会見・日野両郡の『伯耆志』編纂の調査に従事
- 万延元年（1860年）
「行在或問」によって名和長年の子孫が九州柳川にあることを知り、その年の春、閏3月6日「俄におもふむねあって竺柴に出たらむ」と出発した
- 文久3年（1863年）
9月 - 鳥取藩より召出され4人扶持を受ける　
12月 - 「伯耆志」編纂御用として会見郡、日野郡を調査
- 元治元年（1864年）
5月 - 京都詰周旋方
- 慶応4年（1868年）
1月 - 記録方周旋方兼帯 山陰鎮撫使西園寺公望の付添御用掛として松江藩の弁護に努める
3月 - 200石を給される 徴士内国事務局権判事、伝宣諸侯掛、議政官弁事等を歴任
- 明治2年（1869年）
5月 - 弾正大忠。9月に起こった大村益次郎暗殺事件の兇徒処刑に異議を唱えて、翌年3月に謹慎を命ぜられる
- 明治3年（1870年）
5月 - 神祇大佑
- 明治4年（1871年）
8月 - 神祇少輔
- 明治5年（1872年）
3月 - 教部大丞
8月3日 - 東京で没する。墓は渡町にある。

## 系譜
門脇家
渡村日御崎神社の神官門脇家の祖・16世幸高は尼子経久の家臣として戦功を挙げた。17世高政は尼子氏滅亡後大根島入江に移住した。18世重高は元亀2年（1571年）渡村に移住し、江島祇園社と篠津村十羅刹女神社の神官として奉仕した。（『渡村門脇家系譜』）
現在、門脇家の本家は神官職をしていない。
```
幸高━━高政━━重高･･･<略>･･･重郷━━重綾━━重雄

```

## 著書
- 名和氏紀事
- 西遊紀事

## 関連人物
- 景山粛
- 景山龍造
- 門脇重雄
- 佐善元立
- 西園寺公望